# مسجد امامزاده حیدر
مسجد امامزاده حیدر مربوط به دوره صفوی است و در شهرستان کهگیلویه، روستای دستجرد واقع شده و این اثر در تاریخ ۷ مهر ۱۳۸۱ با شمارهٔ ثبت ۶۲۹۴ به‌عنوان یکی از آثار ملی ایران به ثبت رسیده است.